# Sayfallah Ltaief
Sayfallah Ltaief, né le 22 avril 2000 à Zurich en Suisse, est un footballeur international tunisien. Il joue au poste d'ailier droit au Sparta Rotterdam, en prêt du FC Twente.

## Carrière

### En clubs
Il est formé au FC Zurich, au Kosova Zurich et au FC Winterthour. Il débute avec ce dernier en deuxième division le 23 juin 2020 contre Grasshopper à Zurich. Il marque son premier but le 11 juillet suivant contre le FC Aarau.
Il remporte la Challenge League avec le FC Winterthour lors de la saison 2021-2022 durant laquelle il se révèle comme l'un des joueurs les plus prometteurs du championnat.
Le 9 juin 2022, il signe avec le FC Bâle avec lequel il fait ses débuts contre son ancien club, le FC Winterthour, le 16 juillet. Le 5 décembre, le FC Bâle annonce le prêt de son joueur pour son ancien club, le FC Winterthour, jusqu'à la fin de la saison.
Le 13 juillet 2023, son prêt est prolongé d’une saison au FC Winterthour. Lors de cette saison, il s'illustre en Super League avec une saison pleine ponctuée de neuf buts et six passes décisives toutes compétitions confondues.
Le 17 mai 2024, il quitte la Suisse et le FC Bâle pour l’Eredivisie et le FC Twente.

### En sélection
Né en Suisse d’un père tunisien et d’une mère syrienne[réf. souhaitée], il choisit de représenter la Tunisie. Il fête sa première sélection le 22 septembre 2022 lors d'une rencontre amicale contre les Comores.
Le 28 décembre 2023, il figure dans la liste des 27 joueurs convoqués pour la coupe d'Afrique des nations. Il entre en jeu lors des trois matchs de poule.

## Palmarès
- Vainqueur du championnat de Suisse de deuxième division en 2021-2022.